# Tongrube Beckershaid
Das Naturschutzgebiet Tongrube Beckershaid liegt im Westerwaldkreis in Rheinland-Pfalz.

## Beschreibung
Das 29,2142 ha große Gebiet, das im Jahr 1982 unter Naturschutz gestellt wurde, erstreckt sich südwestlich der Ortsgemeinde Meudt direkt an der am östlichen Rand vorbeiführenden Landesstraße L 300. Westlich verläuft die B 255. Schutzzweck ist die Erhaltung des Feuchtgebietes mit seinen Wasserflächen, seinen Flachwasserzonen und Feuchtländereien als Lebensraum in ihrem Bestand bedrohter Tierarten, insbesondere seltener Amphibien und Reptilien aus wissenschaftlichen Gründen.